# الطارفة السفلى (الحيمة الداخلية)

تعديل مصدري - تعديل

الطارفة السفلى هي إحدى قرى عزلة بني يوسف بمديرية الحيمة الداخلية التابعة لمحافظة صنعاء، بلغ تعداد سكانها 223 نسمة حسب تعداد اليمن لعام 2004.